# Όri Varnounta
Όri Varnounta este o arie protejată (arie specială de conservare — SAC, sit de importanță comunitară — SCI, arie de protecție specială avifaunistică — SPA) din Grecia întinsă pe o suprafață de 6.069,58 ha, integral pe uscat.

## Localizare
Centrul sitului Όri Varnounta este situat la coordonatele 40°50′36″N 21°12′29″E / 40.843406°N 21.208026°E.

## Înființare
Situl Όri Varnounta a fost declarat sit de importanță comunitară în aprilie 1997 pentru a proteja 39 de specii de animale. Alte tipuri de protecție:
- arie de protecție specială avifaunistică (în octombrie 2002)[3]
- arie specială de conservare (în martie 2011)[2][4][5]

## Biodiversitate
Situată în ecoregiunea mediteraneană, aria protejată conține 14 habitate naturale: Pajiști alpine și boreale, Pseudostepă cu ierburi și specii anuale de Thero-Brachypodietea, Formațiuni ierboase bogate în specii de Nardus, dezvoltate pe substraturi silicioase în zone montane (și în zone submontane, în Europa continentală), Pajiști uscate din regiunea submediteraneeană estică (Scorzoneratalia villosae), Liziere de ierburi înalte hidrofile de câmpie și de nivel montan până la alpin, Grohotișuri est-mediteraneene, Pante stâncoase silicioase cu vegetație casmofită, Păduri de fag Luzulo-Fagetum, Păduri de fag Asperulo-Fagetum, Păduri de fag subalpine medio-europene cu Acer și Rumex arifolius, Păduri de brad argintiu moezice, Păduri de fag elene cu Abies borisii-regis, Păduri de Quercus frainetto, Galerii de Salix alba și de Populus alba.
La baza desemnării sitului se află mai multe specii protejate:
- păsări (34): ciocârlie-de-câmp (Alauda arvensis), fâsă-de-câmp (Anthus campestris), fâsă de pădure (Anthus trivialis), cocoșul de mesteacăn (Bonasa bonasia), buha (Bubo bubo), șorecarul comun (Buteo buteo), rândunică roșcată (Cecropis daurica), șerpar (Circaetus gallicus), erete vânăt (Circus cyaneus), prepeliță (Coturnix coturnix), cristeiul de câmp (Crex crex), lăstun de casă (Delichon urbicum), ciocănitoare cu spate alb (Dendrocopos leucotos), ciocănitoare de grădină (Dendrocopos syriacus), ciocănitoare neagră (Dryocopus martius), presură de grădină (Emberiza hortulana), Emberiza melanocephala, șoim călător (Falco peregrinus), șoimul rândunelelor (Falco subbuteo), vânturel de seară (Falco vespertinus), cinteză (Fringilla coelebs), rândunică (Hirundo rustica), sfrâncioc roșiatic (Lanius collurio), sfrânciocul cu frunte neagră (Lanius minor), Leiopicus medius, ciocârlie de pădure (Lullula arborea), privighetoare (Luscinia megarhynchos), grangur (Oriolus oriolus), viespar (Pernis apivorus), pitulice de munte (Phylloscopus collybita), pitulice sfârâitoare (Phylloscopus sibilatrix), pitulice-fluierătoare (Phylloscopus trochilus), silvie roșcată (Sylvia cantillans), silvie de câmp (Sylvia communis)
- amfibieni (2): izvoraș-cu-burta-galbenă (Bombina variegata), Triturus macedonicus
- mamifere (2): Rupicapra rupicapra balcanica, urs brun (Ursus arctos)
- reptile (1): țestoasă bănățeană (Testudo hermanni)

Pe lângă speciile protejate, pe teritoriul sitului au mai fost identificate 70 de specii de plante, 6 specii de păsări, 10 specii de mamifere, 8 specii de nevertebrate, 5 specii de reptile.